# Thomas Dewar
Thomas Robert Dewar (Perth, 6 gennaio 1864 – 11 aprile 1930) è stato un imprenditore scozzese, noto per la produzione di whisky, fu membro del Parlamento del Regno Unito per il Partito Conservatore, promotore  e finanziatore di iniziative sportive. Fu creato baronetto nel 1917..